# Horé
Pour les articles homonymes, voir Hore.
Horé est une commune rurale située dans le département de Tikaré de la province du Bam dans la région Centre-Nord au Burkina Faso. 

## Éducation et santé
Horé accueille un centre de santé et de promotion sociale (CSPS) tandis que le centre médical avec antenne chirurgicale (CMA) de la province se trouve à Kongoussi.